# Intelligent relais
Een intelligent relais is een relais met geïntegreerde functies. Dergelijke relais vinden hun toepassing in domotica en in industriële toepassingen. Voor al die toepassingen waar de PLC te uitgebreid is kunnen we nu beschikken over de intelligente relais. Men kan deze modules beschouwen als een relais met PLC allures en beschikt over een aantal ingangen, een aantal geïntegreerde functies en een aantal uitgangen. Sommige noemen het een uitgeklede PLC. De intelligente relais werden in het begin voor industrieel gebruik ontwikkeld, maar nu worden ze ook in de domotica aangewend. Deze relais schakelen de verlichting op dezelfde manier als de impulsschakelaars. Er zit intern in de module een microprocessor, die toelaat om via de pc of rechtstreeks via het toetsenbord een aantal geavanceerde functies te programmeren. Dat geeft de mogelijkheid om timers, weekplanningen, logische functies en alles-uit bediening te programmeren. Het is met intelligente relais mogelijk om bij het verlaten van de woning door middel van één druk op een knop alle verlichting uit te schakelen. De aansluiting en bedrading van een installatie met een intelligent relais is analoog aan een installatie met impulsschakelaars.
Veel schakel- en besturingstaken vereisen individuele oplossingen. Dit betekent dat men moet kunnen beschikken over de juiste beveiligingen, tijdrelais en tijdschakelklokken. Bovendien moeten al deze componenten samengebouwd en bedraad worden. De intelligente relais vinden vooral hun toepassing in de gebouwentechniek, bijvoorbeeld voor het besturen van verlichting, rolluiken, zonneschermen, hekken en verwarmings- en ventilatiesystemen. Tevens vinden we ze in schakelkasten, machines en apparaten voor bijvoorbeeld het besturen van kleppen en kleine motoren.
Er zijn tientallen verschillende merken verkrijgbaar. Het bekendste is de Logo! van Siemens.

## Logo!

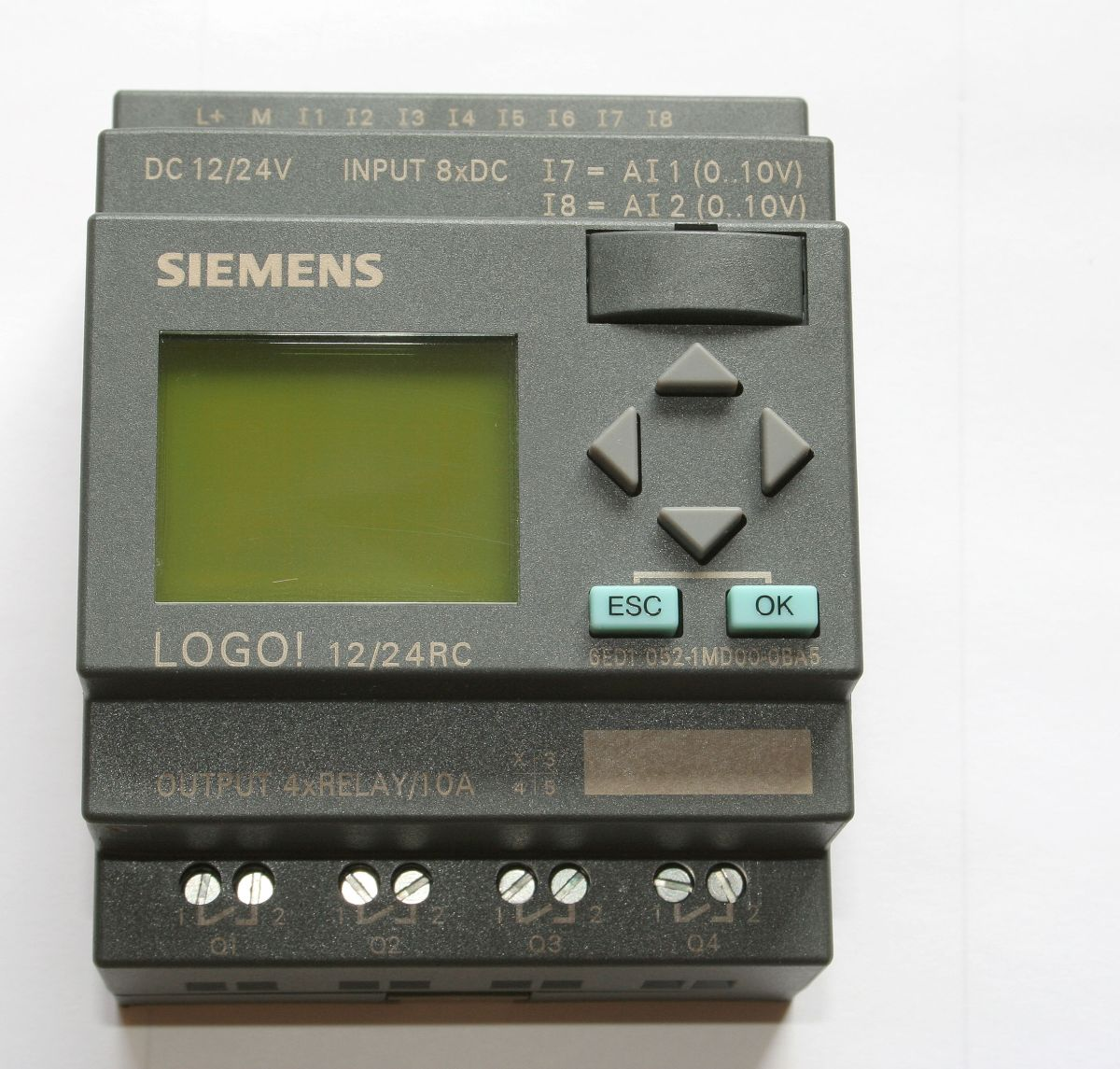
Siemens LOGO! 12/24RC

In de eerste versie van de Logo! waren er maar enkele functies beschikbaar. Dit waren de booleaanse operatoren zoals AND, OR, NOT, XOR enzovoort, en geïntegreerde speciale functies waaronder in- en uitschakelvertraging, pulsrelais, tellers, tijdschakelklok en nog meer. De zes basisfuncties en speciale functies konden maximaal dertig keer met elkaar worden verbonden. Er zijn in de laatste versie intussen veel nieuwe functies beschikbaar waaronder een PI-regelaar en een zonneklok en er is veel meer geheugenruimte voor het programma. De basisversie van Logo! met acht in- en vier uitgangen, kant-en-klare basis- en speciale functies, bedieningstoetsen en een display zit ingepakt in een blokje van 90x72x55 mm.

## Websites
- Siemens AG. LOGO! – die kompakte Steuerung mit Cloud-Schnittstelle.